# Claudia (revista)
Claudia fue una revista dirigida a las mujeres creada en Argentina por la editorial Abril en 1957, llegando hasta Brasil y México. Su línea editorial estaba dirigida a las «mujeres modernas» de la clase media, derivado de los cambios sociales y culturales que cuestionaron el papel de la mujer en la sociedad y en la familia, aunque cada una con una adaptación al público de su respectivo país.

## Argentina
Con el auge de las revistas e historietas en la década de 1950, la editorial Abril impulsó el mercado editorial a nivel internacional. En 1957 lanzó Claudia, dirigida a mujeres adultas, madres, casadas y de clase media, con temas como novedades en belleza, moda y sexualidad a lo largo del mundo. Sin embargo, en las décadas de los 60 y 80, esta perspectiva incluyó otros temas. La revista dejó de publicarse en 1976 con el golpe de Estado.

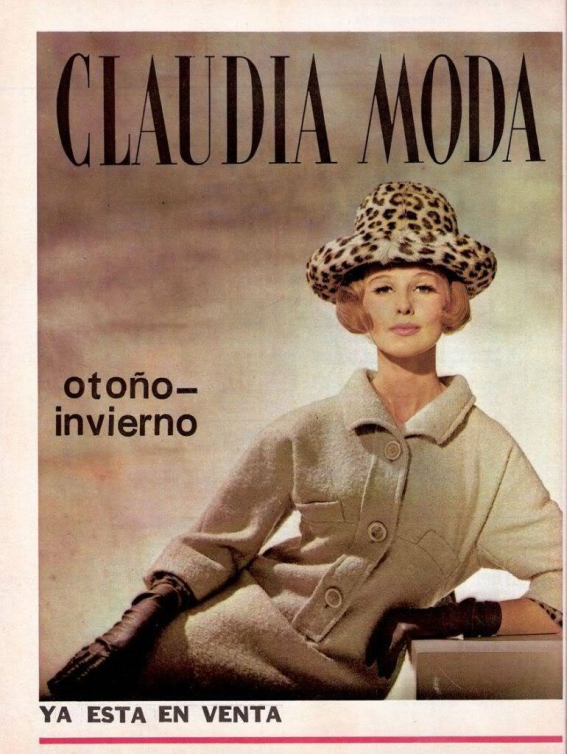
Portada de la revista publicada en Buenos Aires, 1963.

## Brasil
Publicada en 1961, se exponían temas sobre sexualidad, manteniendo un discurso conservador, aunque con los cambios de pensamiento también invitaba a cuestionar esos comportamientos.

## México
La revista Claudia de México fue publicada en 1965, durante la época de modernización del milagro mexicano, la incorporación de las mujeres en el trabajo remunerado, un cambio de estilo de vida en la Ciudad de México y la influencia de las revistas estadounidenses. Al igual que sus antecesoras argentina y brasileña, estuvo dirigida a la «mujer moderna». Los temas que abordaron fueron relaciones de pareja, sexualidad, métodos anticonceptivos y aborto.